# Папандопуло, Борис
 Борис Папандопуло  (хорв. Boris Papandopulo; 25 февраля 1906, Бад-Хоннеф — 16 октября 1991, Загреб) — хорватский композитор, дирижёр и режиссёр греческого происхождения.

## Биография
Учился композиции у Франа Лхотки, Благое Берсы, Антуна Добронича и у других композиторов в Музыкальной академии в Загребе, дирижированию у Дирка Фока в Академии музыкального и сценического искусства в Вене (1925 — 1928). С 1935 по 1938 год работал учителем в музыкальной школе в Сплите. Был хоровым и симфоническим дирижёром многих музыкальных обществ и оперных театров разных городов Югославии, в том числе Национального театра в Загребе (в 1940 — 1945 и 1959 — 1968 годах). Автор более 440 произведений, в том числе кантат патриотического содержания.

## Сочинения
- Оперы — «Амфитрион» (1940, Загреб), «Подсолнух» (хорв. Sunčanica, 1942, Загреб), «Песня Марулы» (хорв. Marulova pisan 1970, Сплит) и другие;
- Балеты — «Жатва» (хорв. Zetva, 1950, Сараево) — первая постановка в Национальном театре, Доктор Атом (1966, Риека) и другие;
- Для солистов, хора и оркестра — Оратории на религиозные тексты, светские кантаты, в том числе стоянка, иметь с Кнежеполья (Stojanka, majka Knezepoljka, 1950), Легенда о товарище Тито (Legenda o drugu Titu, 1960), Огненное сердце (Srce od ognja, 1965);
- Для оркестра — Концертная увертюра и пьесы;
- Концерты (со струнным оркестром) — 4 для фортепиано (1938-59), 1 для клавесина (1962);
- Камерно-инструментальные ансамбли;
- Додекафоничный концерт для 2 фортепиано (1961);
- Хоры;
- Песни с оркестром и с фортепиано;
- Массовые песни;
- Музыка к спектаклям драматического театра и фильмов.